# Веретенівка

## Стислі відомості
Веретенівка — колишнє село в Сумській області; сучасна складова частина міста Суми.
Станом на січень 1890 року населення Веретенівки становило 207 чоловік.  
1903 року у Веретенівці запрацювала сільськогосподарська школа, яка згодом набула статусу коледжу Сумського аграрного університету.
Стало частиною Сум на початку 20-го  століття — точна дата невідома.